# Q36.5 Continental Cycling Team
Il Q36.5 Continental Cycling Team è una squadra maschile italiana di ciclismo su strada con licenza UCI Continental.
Attiva dal 2016 prima come formazione di sviluppo del WorldTeam sudafricano Qhubeka NextHash (ex Dimension Data e NTT) e poi del ProTeam svizzero Q36.5, ha sede a Lucca ed è diretta dal manager Douglas Ryder e dal direttore sportivo Daniele Nieri. Hanno vestito la divisa della squadra ciclisti poi passati al professionismo come Samuele Battistella, Stefan de Bod, Ryan Gibbons, Alexander Konychev e Matteo Sobrero.

## Cronistoria

### Annuario
| Anno | Codice | Nome                                        | Cat.        | Biciclette | Dirigenza                                                                                |
| ---- | ------ | ------------------------------------------- | ----------- | ---------- | ---------------------------------------------------------------------------------------- |
| 2016 | DDC    | Dimension Data for Qhubeka                  | Continental | Cervélo    | Manager: Carol Austin Dir. sportivi: Kevin Campbell                                      |
| 2017 | DDC    | Dimension Data for Qhubeka                  | Continental | Cervélo    | Manager: Kevin Campbell Dir. sportivi: Kevin Campbell, Andrew Smith                      |
| 2018 | DDC    | Dimension Data for Qhubeka Continental Team | Continental | Cervélo    | Manager: Kevin Campbell Dir. sportivi: Daniele Nieri, Kevin Campbell, Andrew Smith       |
| 2019 | DDC    | Dimension Data for Qhubeka Continental Team | Continental | BMC        | Manager: Kevin Campbell Dir. sportivi: Francesco Chicchi, Kevin Campbell, Daniele Nieri  |
| 2020 | NPC    | NTT Continental Cycling Team                | Continental | BMC        | Manager: Kevin Campbell Dir. sportivi: Daniele Nieri, Alberto Alessandri, Kevin Campbell |
| 2021 | T4Q    | Team Qhubeka                                | Continental | BMC        | Manager: Kevin Campbell Dir. sportivi: Daniele Nieri, Kevin Campbell                     |
| 2022 | T4Q    | Team Qhubeka                                | Continental | BMC        | Manager: Douglas Ryder Dir. sportivi: Daniele Nieri, Simone Antonini, Kevin Campbell     |
| 2023 | Q3C    | Q36.5 Continental Cycling Team              | Continental | Scott      | Manager: Douglas Ryder Dir. sportivi: Daniele Nieri, Kevin Campbell                      |
| 2024 | Q3C    | Q36.5 Continental Cycling Team              | Continental | Scott      | Manager: Douglas Ryder Dir. sportivi: Daniele Nieri, Kevin Campbell                      |

## Palmarès

### Campionati nazionali
- Campionati marocchini: 1

Cronometro: 2019 (Mehdi El Chokri)
- Campionati ruandesi: 1

In linea: 2016 (Bonaventure Uwizeyimana)
- Campionati sudafricani: 1

In linea: 2021 (Marc Oliver Pritzen)

## Organico 2024
Aggiornato al 1º gennaio 2024.

### Staff tecnico
|  | Naz.                 | Ruolo | Sportivo       |  |  |  |
|  | -------------------- | ----- | -------------- |  |  |  |
|  | Sudafrica (bandiera) | GM    | Douglas Ryder  |  |  |  |
|  | Italia (bandiera)    | DS    | Daniele Nieri  |  |  |  |
|  | Sudafrica (bandiera) | DS    | Kevin Campbell |  |  |  |

### Rosa
|  | Naz.                  |  | Sportivo                | Anno |  |  |
|  | --------------------- |  | ----------------------- | ---- |  |  |
|  | Italia (bandiera)     |  | Mirko Bozzola           | 2004 |  |  |
|  | Svizzera (bandiera)   |  | Cyrill Gätzi            | 2002 |  |  |
|  | Colombia (bandiera)   |  | Guillermo Juan Martínez | 2004 |  |  |
|  | Italia (bandiera)     |  | Raffaele Mosca          | 2003 |  |  |
|  | Italia (bandiera)     |  | Manuel Oioli            | 2003 |  |  |
|  | Italia (bandiera)     |  | Alessio Portello        | 2002 |  |  |
|  | Portogallo (bandiera) |  | Tiago Santos            | 2005 |  |  |
|  | Svizzera (bandiera)   |  | Daniel Schönenberger    | 2002 |  |  |
|  | Sudafrica (bandiera)  |  | Travis Stedman          | 2002 |  |  |
|  | Eritrea (bandiera)    |  | Nahom Zerai             | 2002 |  |  |